# Фонтан «Нептун» (Львів)
Криниця з фігурою Нептуна або фонтан «Нептун» — один із чотирьох фонтанів, що розташовані по одному на кожному розі площі Ринок у Львові. Фігура Нептуна розташована на південно-західному куті площі. Фонтан має восьмигранну чашу, яка стоїть на бруківці — в центрі зірки, викладеної червоним і чорним каменем. У центрі чаші — статуя персонажа античної міфології: бог морів Нептун, біля ніг якого розмістився дельфін. На Ринку є ще один Нептун, або, як його частіше називають, Посейдон. На фасаді кам'яниці, що на площі Ринок, 8 є рельєф, де Посейдон мчить на морських конях.

## Історія
Для забезпечення міста водою на східному боці площі Ринок у 1407 році збудували водорозподільний пункт, куди збігалася вода з водогонів. У XVIII столітті цих водогонів було вже шістнадцять. Вони стікалися у водойму «Мелюзина». Але місто розбудовувалося, однієї водойми було замало і у 1697 році на південно-західному розі площі спорудили ще одну. Її назвали «Нептун» — від дерев'яної статуї бога морів, якою вона була прикрашена. А у 1793 році на Ринку було споруджено чотири фонтани — по одному з кожному рогу площі. При будівництві «Нептуна» використали колишню водойму.
По закінченню другої світової війни зазнала утисків від радянської влади й статуя Нептуна. Львівська міськрада угледіла в тризубці Нептуна «символ українського буржуазного націоналізму» і постановила вилучити його, однак активна позиція львів'ян допомогла повернути тризуб на місце..

## Відгуки
За дослідником львівської скульптури Юрієм Бірюльовим: 
«До найкращих творів Гартмана Вітвера (1774—1825) належать, без сумніву, чотири кам'яні, виготовлені з вапняку статуї на криницях на Ринку – вони уособлювали алегорії Землі (скульптури Діани та Адоніса) та Води (скульптури Нептуна та Амфітріти). Час виконання ринкових фігур можна окреслити 1810—1814 роками. Перша згадка в джерелах про ринкові фігури походить з 1815 року. Тоді міська рада видала розпорядження про неприпустимість пошкодження скульптур під час традиційного українського свята Йордану (посвячення води)..»